# Foreland Point
Foreland Point – półwysep  w Anglii, w Devon położony na wschód od wsi Lynmouth. Najdalej na północ wysunięty przylądek na wybrzeżu Devon i Exmoor. Wybrzeże klifowe wznosi się w najwyższym punkcie na 89 metrów, a najwyżej położony punkt na półwyspie znajduje się koło Countisbury i wznosi się na 302 m n.p.m..
W 1900 roku została zbudowana latarnia morska Lynmouth Foreland.